# Belotić (Osečina)
Belotić (Osečina) (em cirílico: Белотић) é uma vila da Sérvia localizada no município de Osečina, pertencente ao distrito de Kolubara. A sua população era de 538 habitantes segundo o censo de 2011.

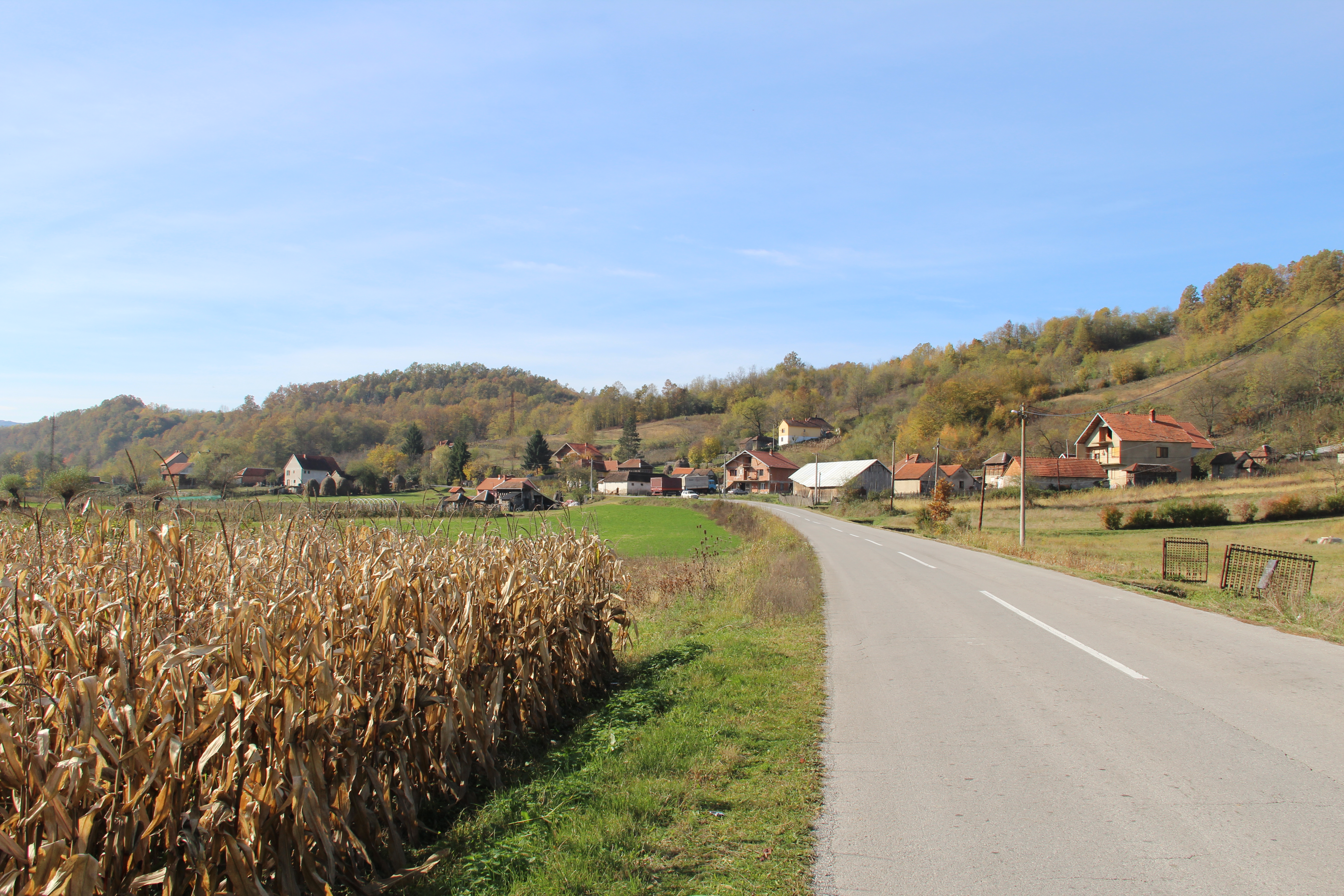
Belotić - panorama
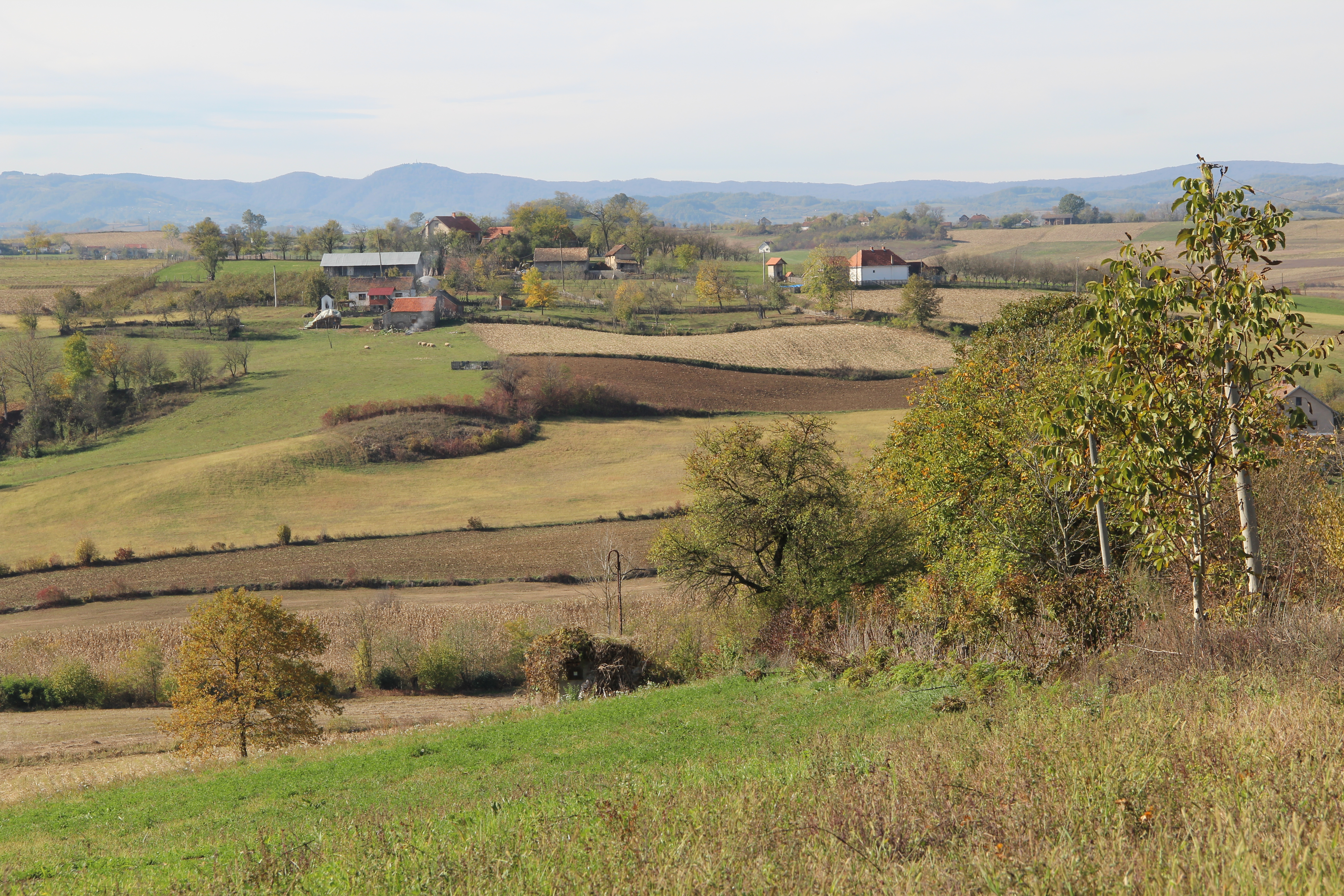
Belotić - panorama
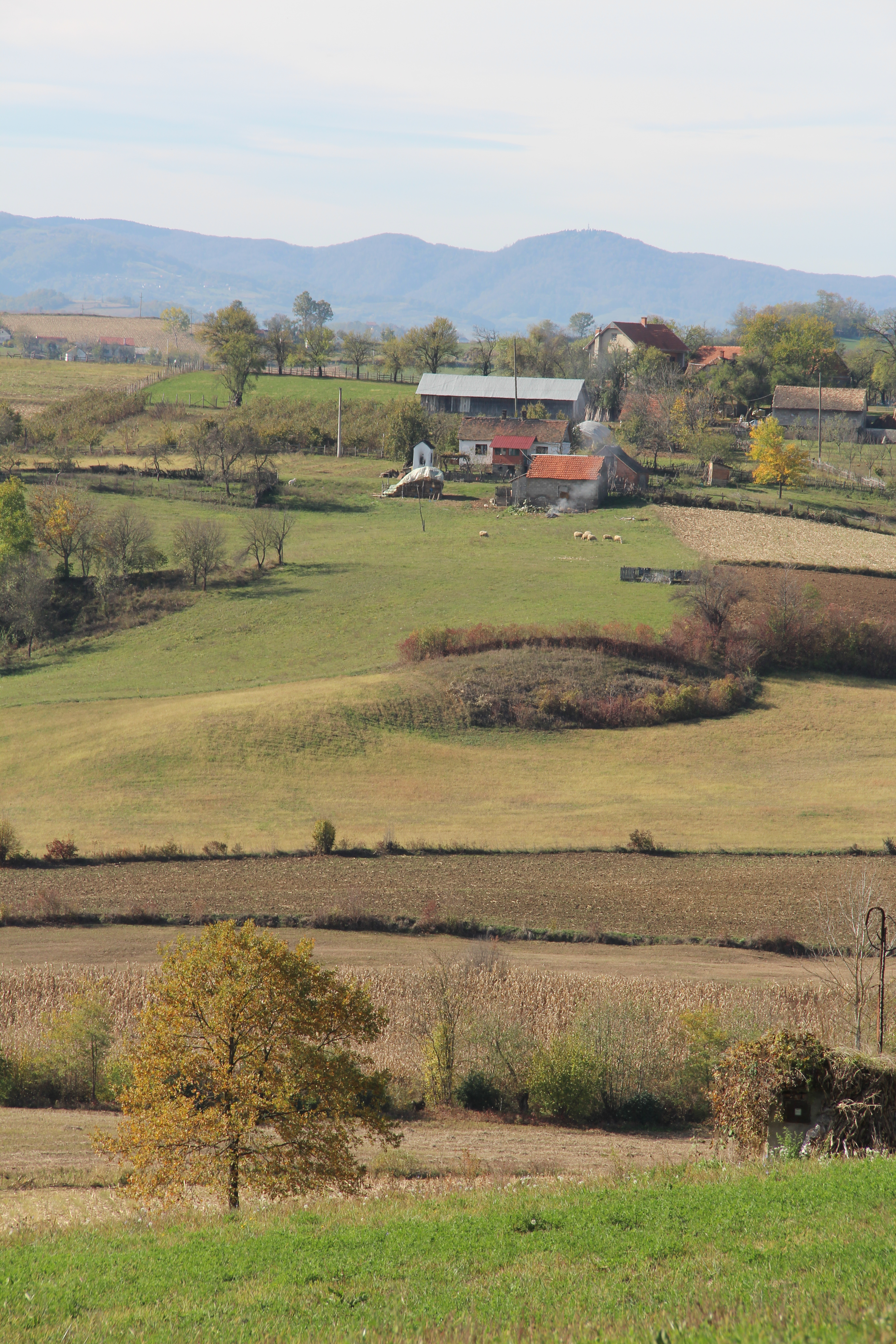
Belotić - panorama
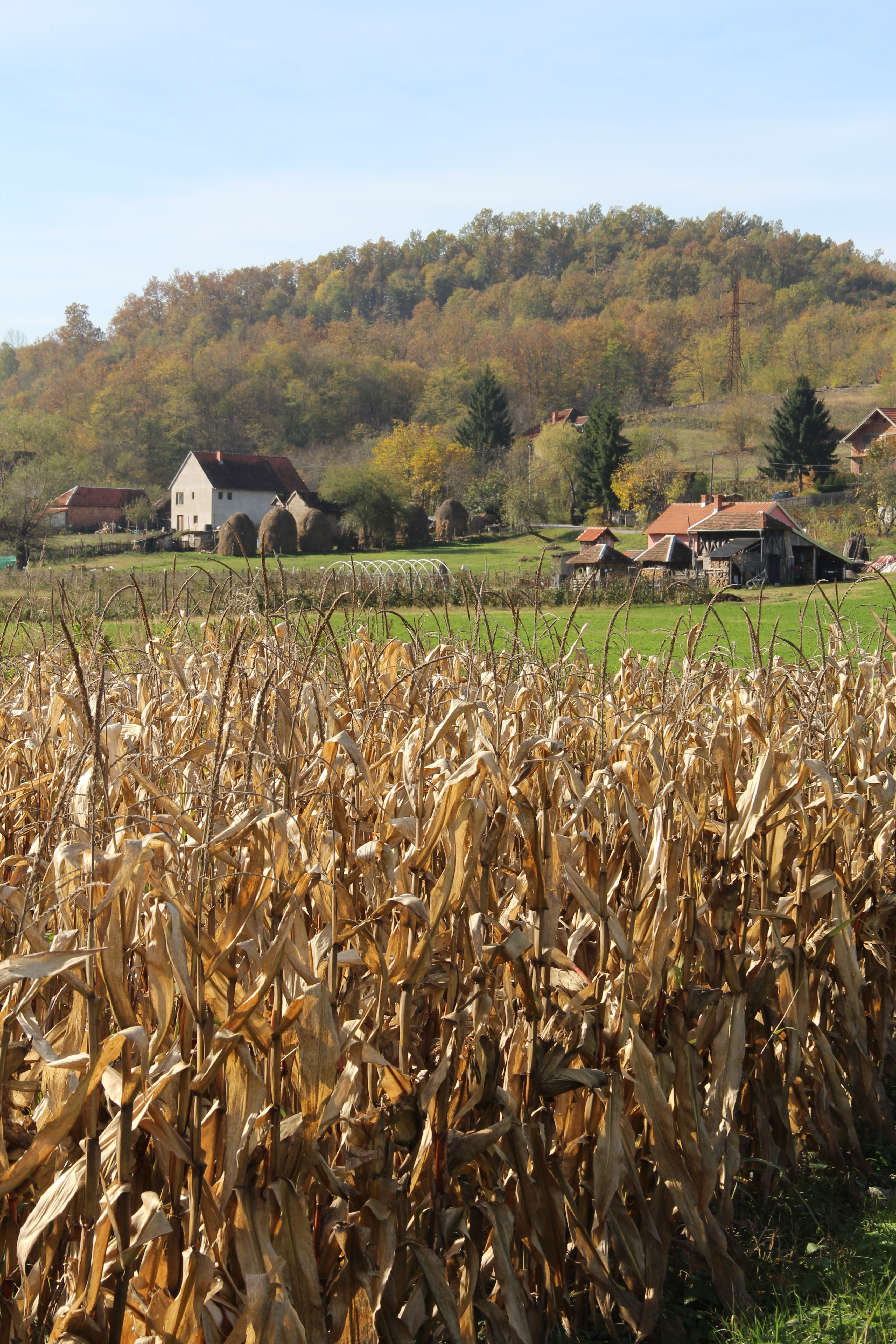
Belotić - panorama
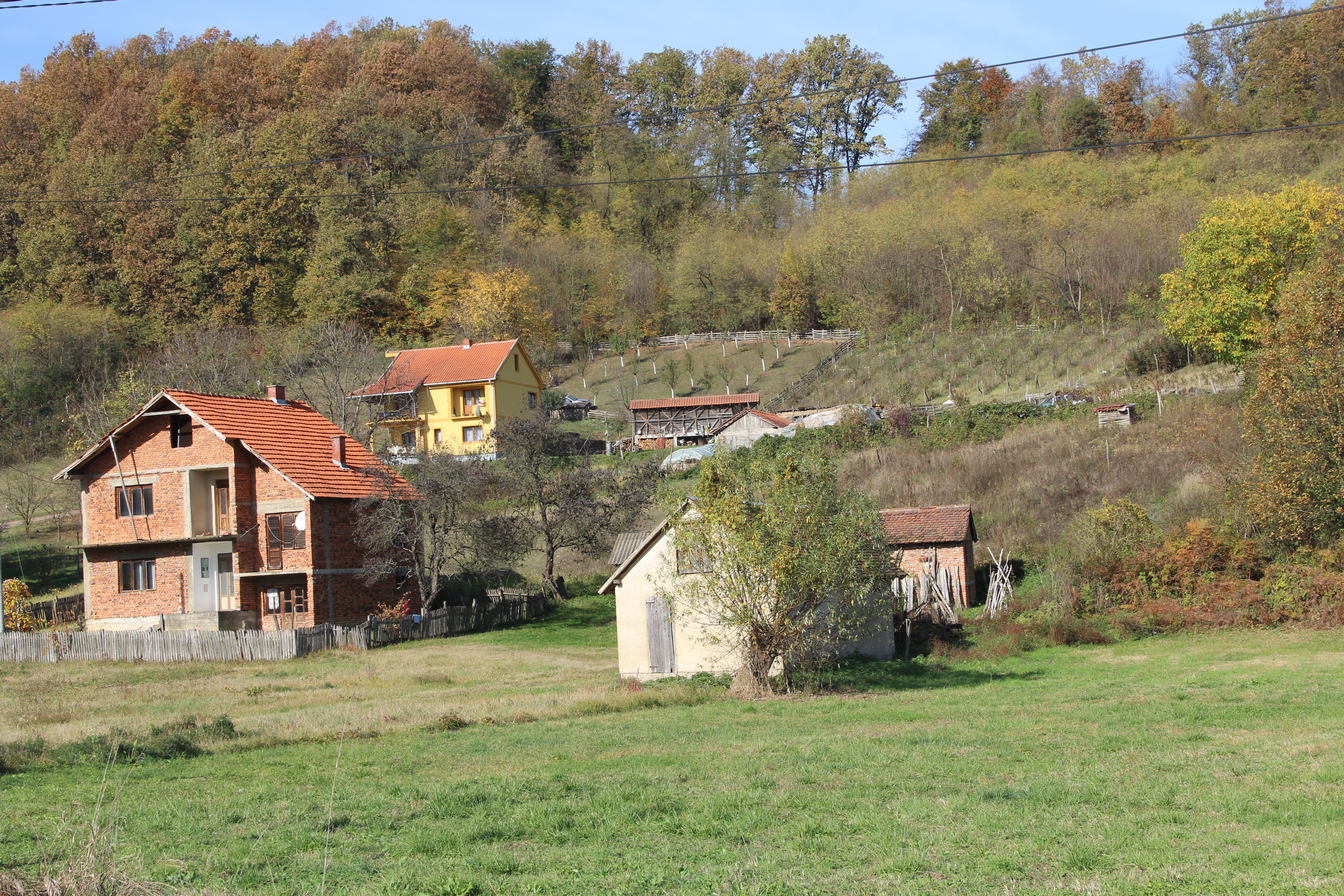
Belotić - panorama
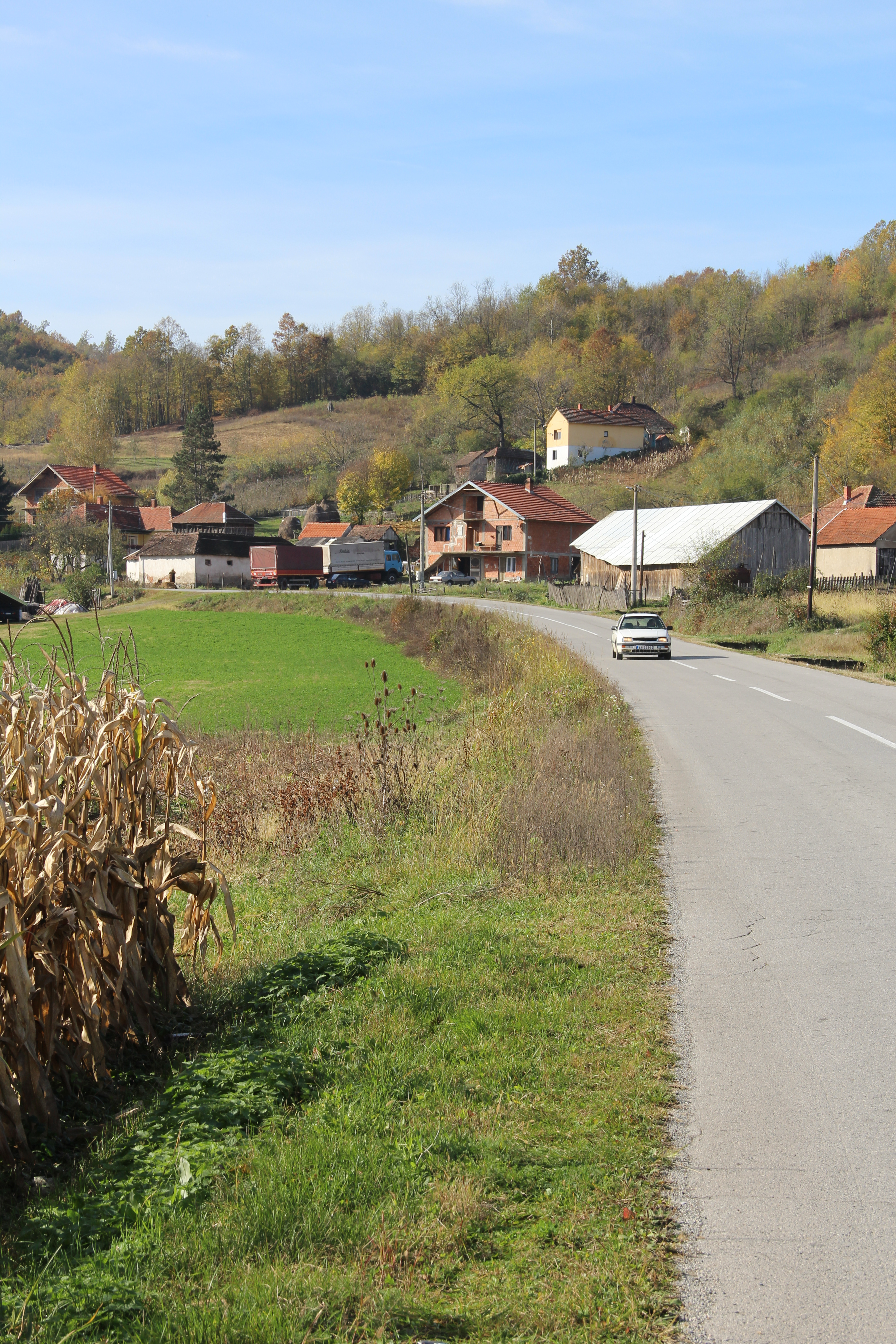
Belotić - panorama
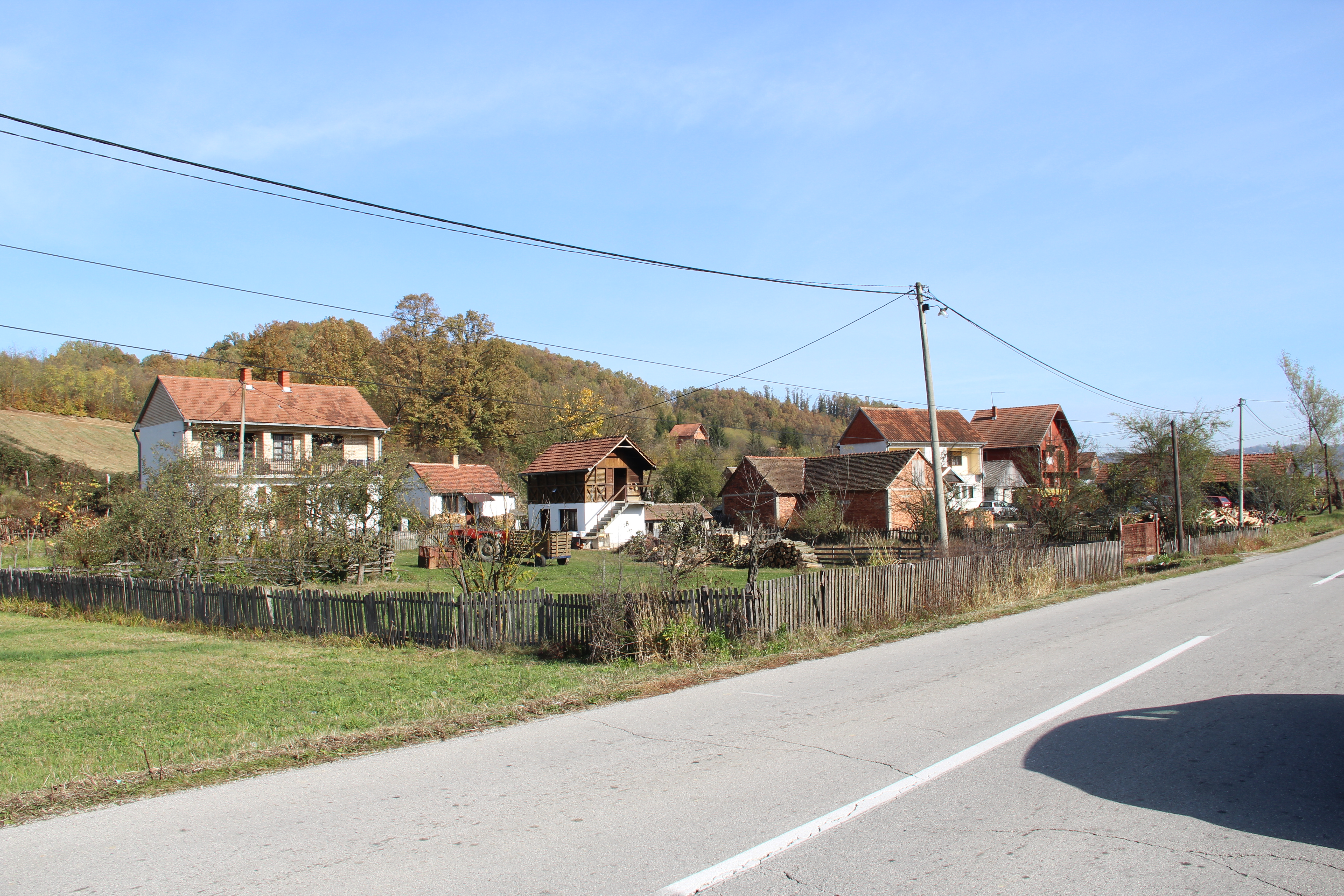
Belotić - panorama

## Demografia
| 1948  | 1953  | 1961  | 1971  | 1981 | 1991 | 2002 | 2011 |
| ----- | ----- | ----- | ----- | ---- | ---- | ---- | ---- |
| 1 175 | 1 187 | 1 108 | 1 047 | 916  | 745  | 654  | 538  |